# Синкраю-де-Муреш (комуна)
Синкраю-де-Муреш (рум. Sâncraiu de Mureș) — комуна у повіті Муреш в Румунії. До складу комуни входять такі села (дані про населення за 2002 рік):
- Назна (2033 особи)
- Синкраю-де-Муреш (4235 осіб) — адміністративний центр комуни

Комуна розташована на відстані 264 км на північний захід від Бухареста, 3 км на захід від Тиргу-Муреша, 74 км на схід від Клуж-Напоки, 129 км на північний захід від Брашова.

## Населення
За даними перепису населення 2002 року у комуні проживали 6268 осіб.
Національний склад населення комуни:
| Національність            | Кількість осіб | Відсоток |
| ------------------------- | -------------- | -------- |
| румуни                    | 3847           | 61,4%    |
| угорці                    | 2078           | 33,2%    |
| цигани                    | 334            | 5,3%     |
| німці                     | 7              | 0,1%     |
| не вказали національність | 1              | < 0,1%   |

Рідною мовою назвали:
| Мова                  | Кількість осіб | Відсоток |
| --------------------- | -------------- | -------- |
| румунська             | 3920           | 62,5%    |
| угорська              | 2195           | 35,0%    |
| циганська             | 148            | 2,4%     |
| німецька              | 4              | 0,1%     |
| не вказали рідну мову | 1              | < 0,1%   |

Склад населення комуни за віросповіданням:
| Релігія                                       | Кількість осіб | Відсоток |
| --------------------------------------------- | -------------- | -------- |
| православні                                   | 3554           | 56,7%    |
| реформати                                     | 1643           | 26,2%    |
| адвентисти                                    | 360            | 5,7%     |
| римо-католики                                 | 343            | 5,5%     |
| п'ятдесятники                                 | 128            | 2,0%     |
| греко-католики                                | 76             | 1,2%     |
| унітарії                                      | 40             | 0,6%     |
| не релігійні                                  | 18             | 0,3%     |
| баптисти                                      | 11             | 0,2%     |
| лютерани (Синодально-пресвітеріанська церква) | 6              | 0,1%     |
| атеїсти                                       | 5              | 0,1%     |
| мусульмани                                    | 4              | 0,1%     |
| бретрени                                      | 2              | < 0,1%   |
| не вказали релігію                            | 7              | 0,1%     |